# Matupá
Matupá este un oraș în Mato Grosso (MT), Brazilia.